# Henry Hudson Parkway

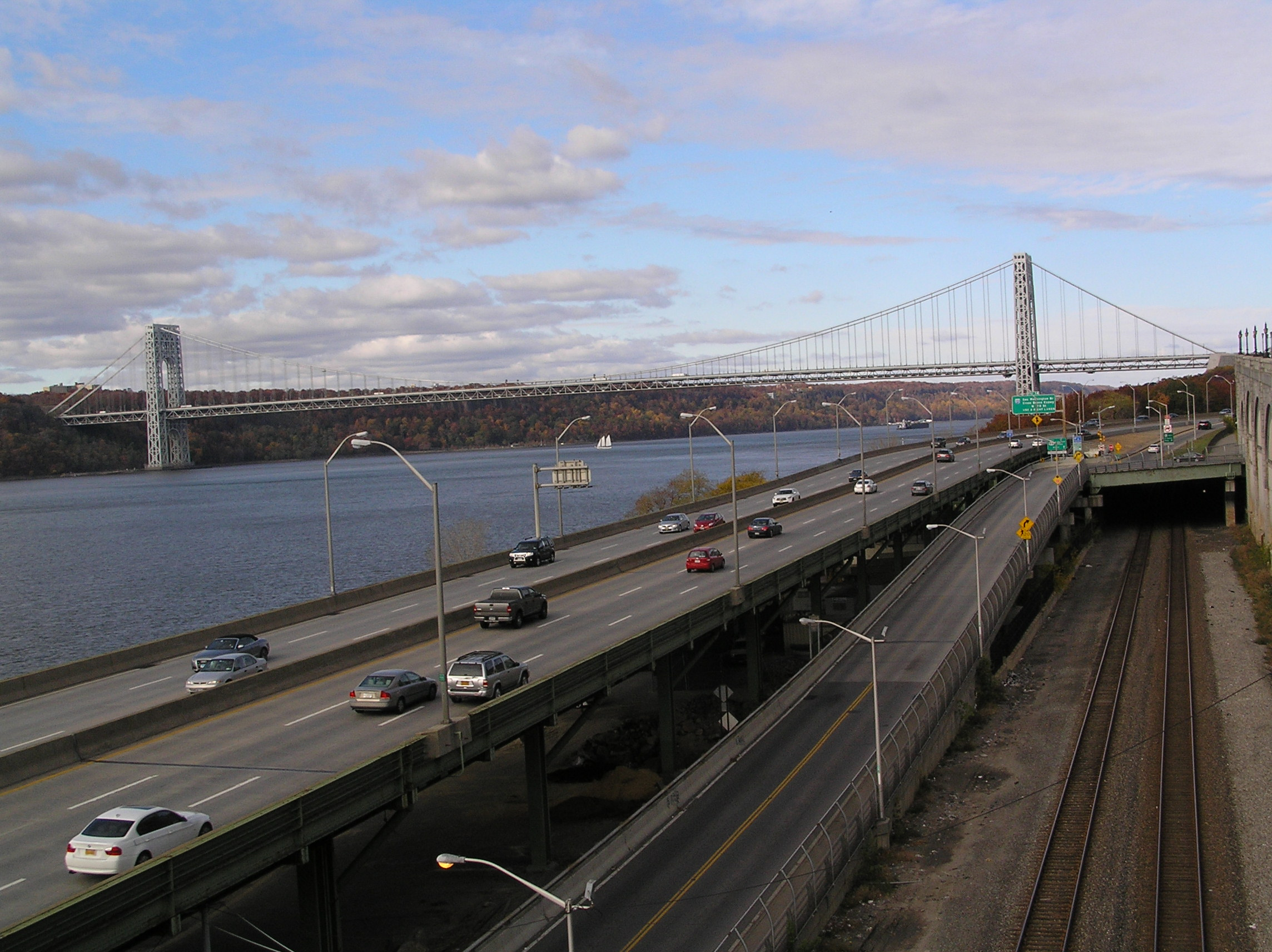
Henry Hudson Parkway in Upper Manhattan nahe der George Washington Bridge

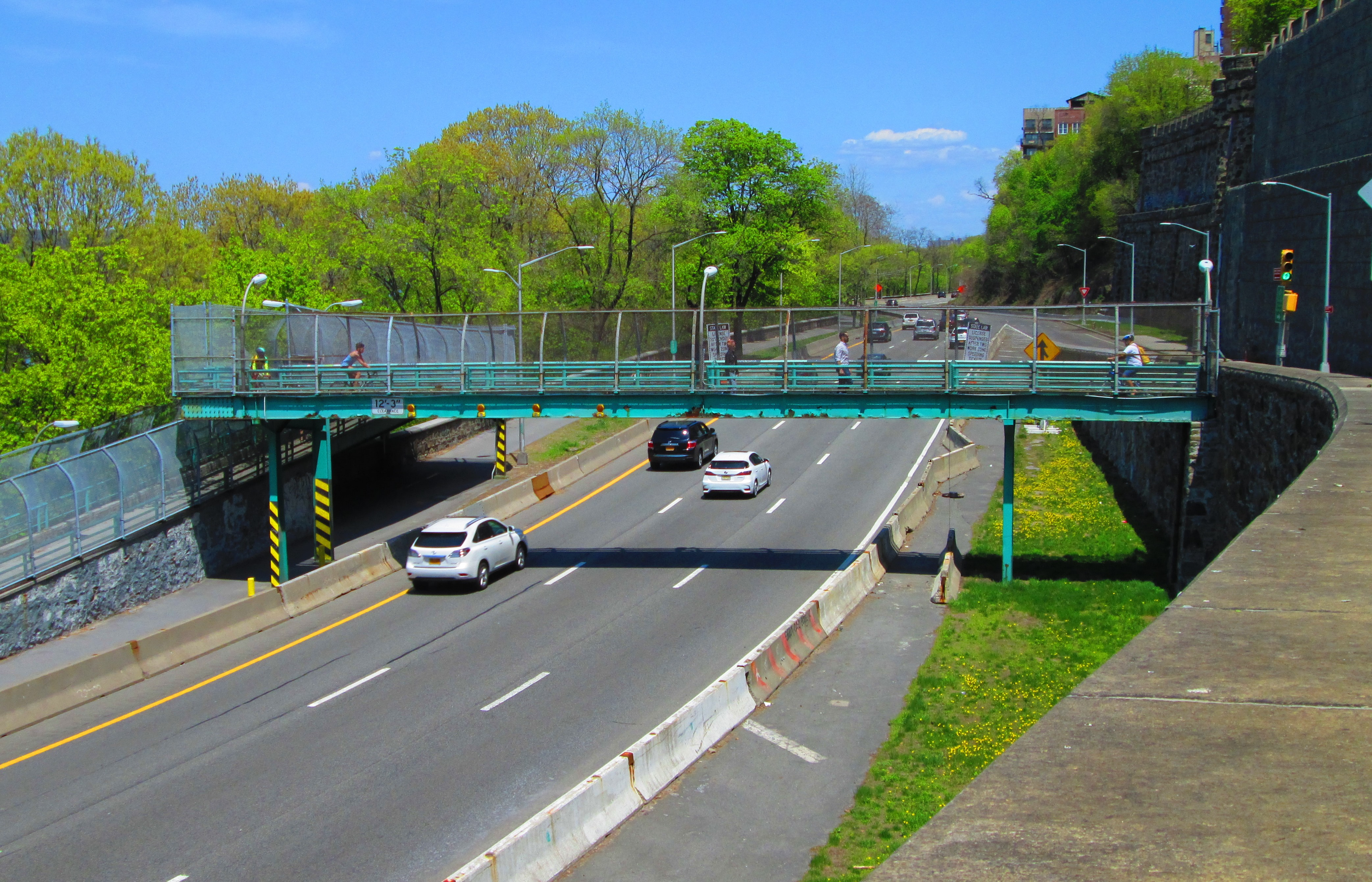
Fahrtrichtung Norden mit Fußgängerbrücke nahe West 187th Street in Manhattan

Der Henry Hudson Parkway ist ein 17,62 km (10,95 Meilen) langer Abschnitt der New York State Route 9A (NY 9A) auf der West Side von Manhattan sowie in der Bronx in New York City, USA. Der Parkway verläuft von der West 72nd Street in der Upper West Side entlang des Hudson River bis zur Grenze zum Westchester County, wo er sich als Saw Mill River Parkway nach Norden fortsetzt. Richtung Süden geht der Henry Hudson Parkway auf Höhe der 72nd Street in den West Side Highway über.

## Geschichte
Der nach dem Seefahrer Henry Hudson benannte Henry Hudson Parkway wurde von 1934 bis 1937 von der „Henry Hudson Parkway Authority“ unter der Leitung von Baumeister Robert Moses erbaut. Die Kosten betrugen 109 Millionen Dollar. Der Parkway verläuft teilweise auf der Abdeckung der West Side Line der New York Central Railroad (heute Metro-North Railroad), was auch eine Erweiterung des von Frederick Law Olmsted entworfenen Riverside Parks ermöglichte. Am 12. Mai 2005 stürzte ein Teil einer Stützmauer in Castle Village nördlich der George Washington Bridge auf die nach Norden führenden Fahrspuren. Die Straße wurde am 15. Mai wieder freigegeben.
Der Parkway ist im Besitz und unter Kontrolle von mehreren Behörden. Dies sind das New York State Department of Transportation, das New York City Department of Transportation, das New York City Department of Parks and Recreation, die Metropolitan Transportation Authority, das Verkehrsunternehmen Amtrak und die Port Authority of New York and New Jersey.

## Verlauf

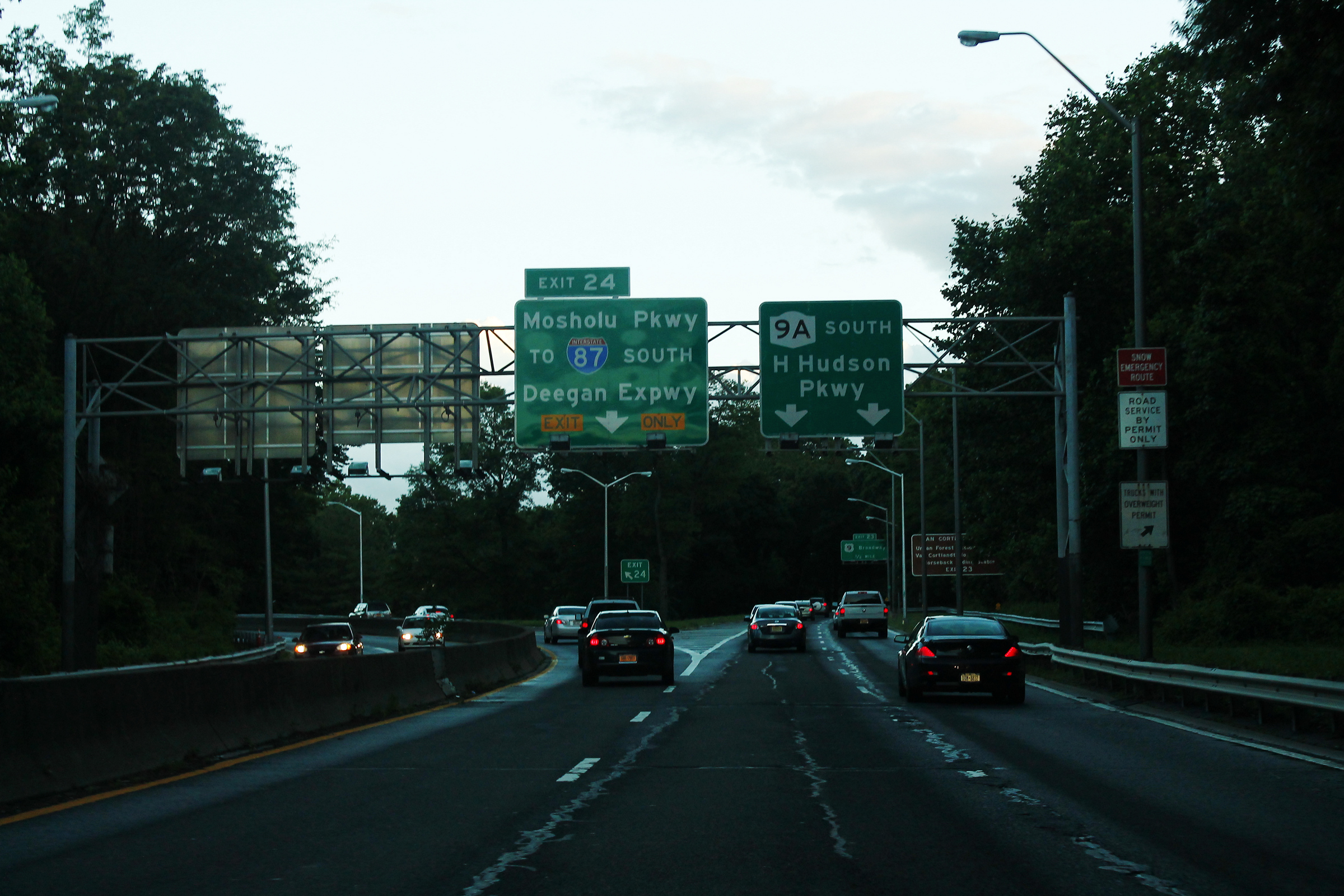
Verzweigung am Ende des Saw Mill River Parkway und Beginn des Henry Hudson Parkway im Norden

Der Henry Hudson Parkway beginnt auf Höhe der West 72nd Street im Stadtteil Upper West Side in Manhattan als Fortführung des von Süden kommenden West Side Highway. Er führt weiter teils als Hochstraße entlang der Westseite von Manhattan nach Norden und bildet mit der West 79th Street einen großen Kreuzungsbereich. Der Parkway setzt sich in nördlicher Richtung durch die Stadtteile Morningside Heights, Harlem und Washington Heights fort und verläuft fast parallel zum Riverside Drive nördlich der West 158th Street. Er führt unter der George Washington Bridge (Trans-Manhattan Expressway, I-95 und US 1) hindurch und weiter durch Fort Washington Park, Fort Tryon Park (Fort George) und Inwood Hill Park (Inwood). Der Parkway verläuft dann nach Norden über die den Spuyten Duyvil Creek überspannende Henry Hudson Bridge in die Bronx.
In der Bronx führt der Parkway durch die Stadtteile Spuyten Duyvil und Riverdale. Die bisher nach Norden führende Straße biegt im Norden von Riverdale auf Höhe der 254. Street nach Osten ab und kreuzt vor Eintritt in den Van Cortlandt Park an der Ausfahrt „23“ den Broadway mit dem U.S. Highway 9. Dort endet die New York State Route 9A. Im Van Cortlandt Park verbindet sich der Henry Hudson Parkway mit dem Mosholu Parkway (Interstate 87) zum Saw Mill River Parkway, der in weniger als einen Kilometer weiter Richtung Norden in den Westchester County führt.